# Idioma songo
Songo (Nsongo) es un idioma bantú de Angola. Es similar al kimbundu, y a menudo se considera un dialecto de ese idioma. La verdadera relación puede ser una influencia regional, ya que se ha sugerido que Nsongo y las lenguas teke pueden estar relacionadas (Nurse 2003).